# Irma la Douce (film)
Pour les articles homonymes, voir Irma la Douce (homonymie).
Pour plus de détails, voir Fiche technique et Distribution.
Irma la Douce est un film américain réalisé par Billy Wilder, sorti en 1963 et librement adapté de la comédie musicale d'Alexandre Breffort et Marguerite Monnot créée en 1956.

## Synopsis
À Paris, Nestor Patou, un agent de police naïf, vient d'être affecté dans le quartier des Halles. Il est étonné par la présence matinale de nombreuses femmes qui déambulent dans la rue Casanova. Il interroge une mignonne brune aux bas verts qui prétend promener son chien. En la voyant entrer avec un homme dans l'hôtel Casanova devant lequel elle stationnait, il comprend qu'elle et les autres filles sont des prostituées. Il alerte son commissariat pour qu'une descente soit effectuée dans l'hôtel. Son chef, qui se trouvait parmi les clients appréhendés, est furieux, et Nestor est renvoyé de la police. Le nouveau chômeur, de passage rue Casanova, rencontre de nouveau la fille aux bas verts dite « Irma la Douce ». Mais le costaud Hippolyte, souteneur de celle-ci, voyant son gagne-pain perdre son temps en bavardages, vient brutalement interrompre leur conversation.
Dans la bagarre qui s'ensuit, et à la faveur d'heureuses circonstances, Nestor est vainqueur. Irma n'a alors d'yeux que pour lui et désire qu'il soit son nouveau protecteur. Profondément épris d'elle, Nestor voudrait qu'elle change de métier, mais Irma tient à son travail de « prostituée de mère en fille », sa fierté étant que, par le fruit de son labeur, l'homme qu'elle entretient soit le plus élégant et le plus envié du quartier. Avec l'aide du bistrotier Moustache, Nestor met au point un plan pour qu'Irma n'ait plus qu'un seul client qui lui assure son revenu habituel. Il se grime en « Lord X », un Anglais impuissant, qui rétribue Irma pour qu'elle prête seulement une oreille compatissante à ses malheurs. Mais Nestor a beaucoup de difficultés à assurer à chaque aube qui vient son dur travail d'homme à tout faire aux halles, de surcroît en cachette d'Irma qui commence à s'interroger sur les causes de sa fatigue.
Un matin, elle le surprend à son retour des halles et l'accuse d'avoir une liaison avec une fille du quartier, et leurs relations se détériorent. Il faudra que Nestor en arrive à faire disparaître Lord X pour retrouver les faveurs d'Irma, mais au prix d'un imbroglio, car il est suspecté d'avoir assassiné le Lord. Nestor avoue que, jaloux, il a commis un meurtre passionnel, la plus grande preuve d'amour pour Irma. Tout finit pour le mieux, car Nestor, après avoir « ressuscité » Lord X, réintègre la police et Irma accepte de devenir sa femme en renonçant à son activité pour se consacrer à sa nouvelle tâche de mère.

## Fiche technique
- Titre original : Irma La Douce
- Titre français : Irma la Douce
- Réalisation : Billy Wilder
- Scénario : Billy Wilder et I. A. L. Diamond d'après la comédie musicale homonyme d'Alexandre Breffort et Marguerite Monnot (1956)
- Décors : Alexandre Trauner
- Costumes : Orry-Kelly
- Photographie : Joseph LaShelle
- Son : Robert Martin
- Montage : Daniel Mandell
- Musique : André Previn (et Marguerite Monnot pour le thème principal)
- Production : Edward L. Alperson (en), I. A. L. Diamond, Doane Harrison, Billy Wilder et Alexandre Trauner
- Sociétés de production : Mirisch Company (États-Unis), Phalanx Productions (États-Unis)
- Sociétés de distribution : United Artists, Théâtre du Temple (France), Ciné-Sorbonne (France)
- Pays de production :  États-Unis
- Langue originale : anglais
- Format : Couleur (Technicolor) —35 mm (Panavision) — 2,35:1 — son monophonique (Westrex Recording System)
- Genre : comédie romantique
- Durée : 147 min
- Dates de sortie : 
  - États-Unis : 5 juin 1963
  - France : 21 août 1963
- Classification :
  -  France : tous publics, art et essai (visa d'exploitation no 28051 délivré le 21 août 1963 par le CNC)
- Affiche : Gilbert Allard (France)

## Distribution
- Jack Lemmon (VF : Roger Carel) : Nestor Patou alias Lord X
- Shirley MacLaine (VF : Nicole Riche) : Irma la Douce
- Lou Jacobi (VF : Claude Bertrand) : Moustache
- Bruce Yarnell (en) (VF : Serge Sauvion) : Hippolyte
- Herschel Bernardi : l'inspecteur Lefèvre
- Hope Holiday : Lolita
- Joan Shawlee : Amazon Annie
- Grace Lee Whitney : Kiki la Cosaque
- Paul Dubov (VF : Jacques Marin) : André
- Howard McNear (en) (VF : Jean Berton) : le concierge
- Cliff Osmond (en) : le sergent de police
- Diki Lerner : Jojo
- Herb Jones : Casablanca Charlie
- Ruth Earl et Jane Earl : les jumelles Zebra
- Tura Satana : Suzette Wong
- Lou Krugman (VF : Georges Hubert) : un client
- James Brown (VF : Roger Tréville) : un client texan d'Irma
- Bill Bixby (VF : Jacques Ciron) : le marin tatoué
- John Alvin : un client
- Susan Woods : la « poule » avec balcon
- Harriette Young : Mimi la Mau Mau
- Sheryl Deauville : Carmen
- Billy Beck (en) : l'officier Dupont
- Jack Sahakian (en) : Jack
- Edgar Barrier : le général Lafayette (non crédité)
- Louis Jourdan (VF : Michel Gudin) : le narrateur (non crédité)
- Richard Peel (VF : Roger Tréville) : un Anglais, au café (non crédité)

## Distinctions

### Récompenses
- David di Donatello 1964 : meilleure actrice étrangère pour Shirley MacLaine
- Goldene Leinwand 1964 : Toile d'or pour United Artists
- Golden Globes 1964 : meilleure actrice dans un film musical ou une comédie pour Shirley MacLaine
- Laurel Awards 1964 :
  - meilleure actrice dans une comédie pour Shirley MacLaine
  - meilleur acteur dans une comédie pour Jack Lemmon
  - meilleure comédie (2e place)
- Oscars 1964 : meilleure musique de film pour André Previn

### Nominations
- Golden Globes 1964 :
  - meilleur film musical ou comédie
  - meilleur acteur dans un film musical ou une comédie pour Jack Lemmon
- Oscar du cinéma 1964 :
  - meilleure actrice pour Shirley MacLaine
  - meilleure photographie en couleur pour Joseph LaShelle
- Writers Guild of America Awards 1964 : meilleur scénario pour Billy Wilder et I. A. L. Diamond

- BAFTA 1965 : meilleure actrice étrangère pour Shirley MacLaine (avec Madame Croque-maris)

## Production

### Scénario
Adapté de la comédie musicale française Irma la Douce d'Alexandre Breffort et Marguerite Monnot jouée avec succès durant des années à Paris, Londres et Broadway, le film ne comporte néanmoins aucune chanson et ne peut donc être considéré comme film musical.
C'est néanmoins sur le thème musical de la chanson Ah ! Dis donc que Shirley MacLaine danse sur la table de billard dans le bistrot Chez Moustache, entourée de clients qui s'exclament avec elle « Dis donc ! ».
Le final avec l'accouchement n'existait pas dans la pièce où le couple se reformant adoptait deux jumeaux baptisés Nestor et Oscar.

### Tournage
Le film a été tourné en 1962 en extérieurs à Paris (Les Halles, église Saint-Étienne-du-Mont, rives de la Seine à Paris) et au Samuel Goldwyn Studio à Hollywood.

## Autour du film
Si le Paris d'Irma la Douce est fantaisiste, l'équipe technique et les scénaristes ont fait en sorte qu'il soit néanmoins quelque peu vraisemblable. Il n'en contient pas moins quelques erreurs :
- dans le milieu de la prostitution de rue, le paiement se fait toujours avant l'acte. Le paiement après étant une faveur réservée aux habitués ;
- la scène où Jack Lemmon arrive en retard à son mariage à l'église n'a aucun sens en France où seul le mariage en mairie est légalement valable et doit s'effectuer au préalable. Et surtout il est fort improbable à cette époque que l'Église accorde sa bénédiction en grande pompe à un couple dont l'épouse est si visiblement enceinte.

### Revue de presse
- Jean-Elie Fovez, « Irma la Douce », Téléciné no 113-114, Fédération des Loisirs et Culture cinématographique (FLECC), Paris, décembre 1963-janvier 1964,  (ISSN 0049-3287)